# 中国残疾人联合会
中国残疾人联合会（英語：China Disabled Persons Federation），简称中国残联，是由中国各类残疾人代表和残疾人工作者组成的全国性残疾人事业团体。
中国残联不同于政府机构，又不同于一般的群众团体，是一种半官半民性质的综合性社会团体。根据相关法律及中华人民共和国国务院的批准，中国残联是将残疾人自身代表组织、社会福利团体和事业管理机构融为一体的残疾人事业团体。中国残联直接和国务院的相关领导联系，在业务上接受国务院有关部门对口指导，在国家计划中单列户头，并与各省、自治区、直辖市建立业务关系。

## 沿革

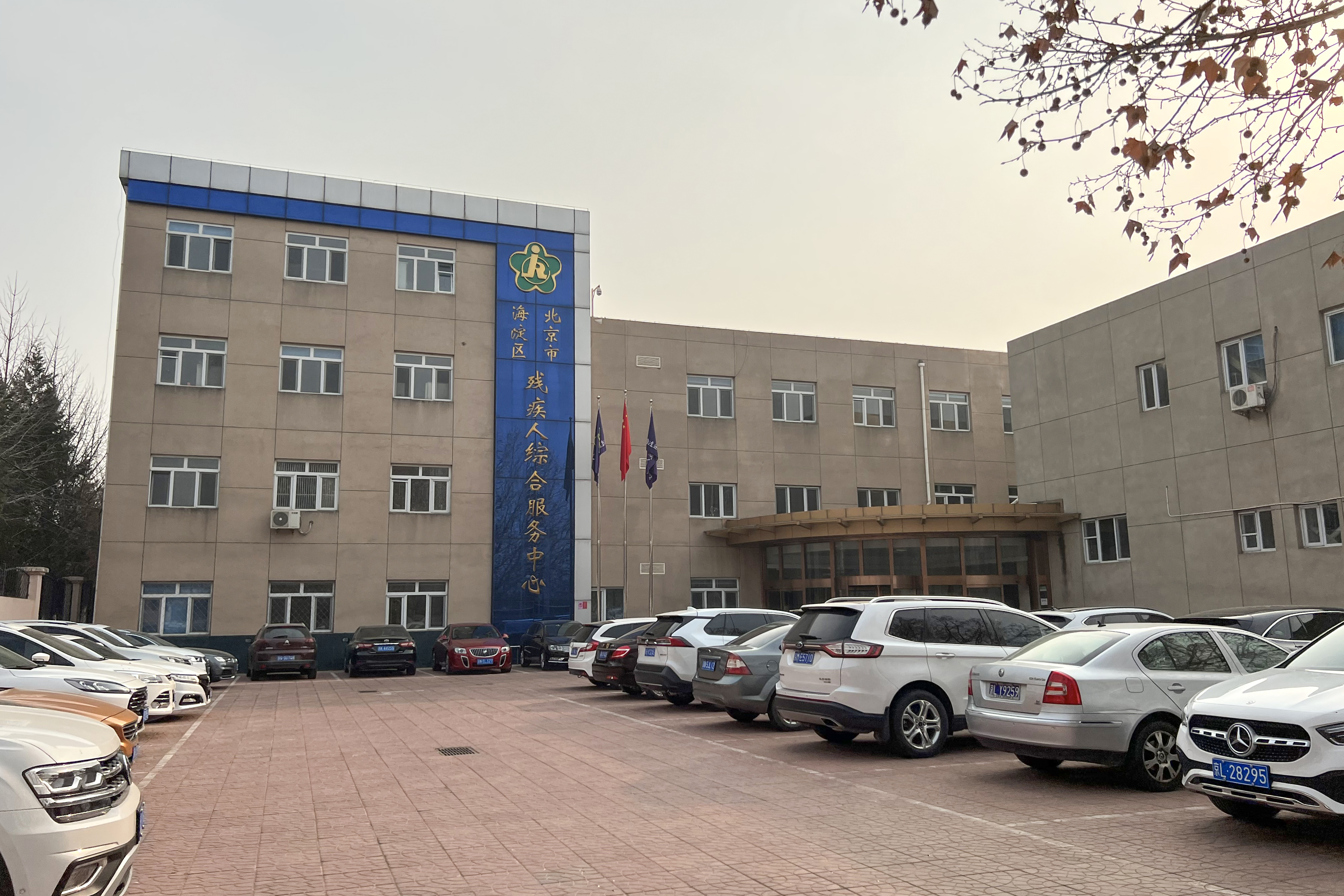
海淀区残联

中国残联是在1953年成立的中国盲人聋哑人协会和1984年成立的中国残疾人福利基金会的基础上，于1988年3月11日在北京正式成立的。
此外，中国残联分设，“中国盲人协会”、“中国聋人协会”、“中国肢残人协会”、“中国智力残疾人及亲友协会”、“中国精神残疾人及亲友协会”等残疾人专门协会。在中华人民共和国的各级行政区所成立的各级残疾人联合会，是中国残联的地方组织，受同级政府领导、民政部门代管、上级残联指导。街道、乡镇及残疾人比较集中的企业、事业单位建立的残疾人基层群众组织，受当地残联的业务指导。

## 宗旨与职能
中国残联宗旨是适应社会主义现代化建设的需要，发展有中国特色的残疾人事业；动员社会发扬社会主义人道主义精神，理解，尊重、关心、帮助残疾人，促进残疾人平等参与社会生活，鼓励残疾人坚持爱国主义和乐观主义，自尊、自信、自强、自立，为社会贡献力量。
中国残联主要包含了以下职能：
1. 代表残疾人共同利益，维护残疾人合法权益；
2. 开展各项业务和活动，直接为残疾人服务；
3. 承担政府委托的部分行政职能，发展和管理残疾人事业。

此外残联还负责签发中华人民共和国残疾人证、管理残疾人就业保障金等款项以及由地方税务局代征的残疾人就业保障金。

## 机构设置
根据有关规定，中国残联机关设置下列机构：

### 全国代表大会
中国残联实行全国代表大会制度，设有主席团、执行理事会、评议委员会等机构。“代表大会”和“主席团”，是中国残联的决策和权力机构；“执行理事会”是常设执行机构，代表联合会负责日常工作；评议委员会是监督、咨询机构。

### 内设机构
- 办公厅
- 研究室
- 维权部
- 组织联络部
- 康复部
- 教育就业部
- 宣传文化部
- 体育部
- 国际联络部
- 计划财务部
- 人事部
- 直属机关党委

### 直属事业单位
- 中国康复研究中心
- 中国康复科学所
- 中国听力语言康复研究中心
- 华夏时报社
- 中国盲文出版社
- 中国视障文化资讯服务中心
- 中国残疾人特殊艺术指导中心（中国残疾人艺术团）
- 中国残疾人体育运动管理中心（英语）
- 中国残疾人就业服务指导中心（中国盲人按摩指导中心）
- 中国残疾人杂志社
- 中国残联华夏文化集团（中国华夏文化集团）
- 中国残疾人辅助器具中心
- 北京按摩医院
- 中国残联信息中心
- 中国残联机关服务中心
- 上海国际康复活动中心

### 直属企业单位
- 华夏出版社有限公司

### 主管社会团体
- 中国残疾人福利基金会
- 中国残奥委员会
- 中国特奥委员会
- 中国聋人体育协会
- 中国特殊艺术协会
- 中国狮子联会
- 中国残疾人事业新闻宣传促进会
- 中国残疾人康复协会
- 中国盲人按摩学会
- 残疾人事业发展研究会
- 康艺无障碍影视发展中心

## 会徽
中国残联的会徽中心图形，是由“残疾人”三字的汉语拼音缩写CJR组成的；会徽外形是以五个相互连接的“人”字组成的梅花。

## 历任领导
历任主席
| 姓名   | 籍贯     | 任职           | 曾任最高领导职务       | 残障原因                         |
| ------ | -------- | -------------- | ---------------------- | -------------------------------- |
| 邓朴方 | 四川广安 | 1988年－2008年 | 第十一届全国政协副主席 | 文革中受迫害，坠楼后导致高位截瘫 |
| 张海迪 | 山东济南 | 2008年－2023年 | 第十一届全国政协常委   | 因患脊髓血管瘤导致高位截瘫       |
| 程凯   | 山东邹平 | 2023年－至今   | 第十四届全国政协常委   | 肢体残疾                         |

历届领导成员
| 届次   | 任期                   | 名誉主席 | 名誉副主席    | 主席   | 副主席                                                                                 | 执行理事会理事长 | 副理事长                                                                              |
| ------ | ---------------------- | -------- | ------------- | ------ | -------------------------------------------------------------------------------------- | ---------------- | ------------------------------------------------------------------------------------- |
| 第一届 | 1988年3月至1993年10月  | 王震     | -             | 邓朴方 | 黄乃、李石涵、谢晋、刘小成、江亦曼                                                     | 邓朴方           | 刘小成、周敬东、林太、林用三                                                          |
| 第二届 | 1993年10月至1998年10月 | 李瑞环   | 彭珮云        | 邓朴方 | 吴庆彤、黄乃、戴目、李明豫、谢晋、杜润生、刘小成                                       | 刘小成           | 周敬东、郭建模、王成金                                                                |
| 第三届 | 1998年10月至2003年9月  | 李瑞环   | 司马义·艾买提 | 邓朴方 | 吴庆彤、甘柏林、戴目、谢晋、郭本瑜、郭建模、刘小成                                     | 郭建模           | 王成金、钟健、王智钧                                                                  |
| 第四届 | 2003年9月至2008年11月  | 李瑞环   | -             | 邓朴方 | 李明豫、甘柏林、丁佑、张海迪、王铁成、张明园、王新宪、汤小泉                           | 汤小泉           | 呂世明、孙先德、程凯、申知非                                                          |
| 第五届 | 2008年11月至2013年9月  | 邓朴方   | -             | 张海迪 | 王新宪、王乃、李志军、刘再军、马廷慧、张明园、汤小泉、呂世明                           | 王新宪           | 王乃坤、孙先德、程凯、申知非、贾勇                                                    |
| 第六届 | 2013年9月至2018年9月   | 邓朴方   | -             | 张海迪 | 鲁勇、孙先德、李志军、刘再军、沈晓明、黄悦勤、刘德培、王新宪、王乃坤、呂世明           | 鲁勇             | 孙先德、程凯、贾勇、王梅梅                                                            |
| 第七届 | 2018年9月至2023年9月   | 邓朴方   | -             | 张海迪 | 周长奎、呂世明、程凯、刘再军、侯晶晶、陈国民、黄悦勤、沙马友古、张卫星、富明慧、房锋生 | 周长奎           | 呂世明、 程凯、贾勇、王梅梅（至2022.8）、相自成（至2022.8）、张伟、赵素京（自2022.8） |
| 第八届 | 2023年9月至今          | 杨晓渡   | -             | 程凯   | 周长奎、张卫星、李东梅、王永澄、侯晶晶、李校堃、郑毅、张银良、周娟                     | 周长奎           | 李东梅、钟秀明、胡向阳、尤亮                                                          |